# Abaji
Abaji è un'area di governo locale del Territorio della Capitale Federale da Nigeria.
Il concilio nel 2006 aveva 85 044 abitanti e si estendeva su un territorio di circa 992 km². Si trova su una strada di importanza federale, che conduce da Abuja a Lokoja, capitale dello stato di Kogi.
La città si è sviluppata come città satellite della nuova capitale Abuja, creata nel 1976 al centro geografico del paese, e a partire dagli anni ottanta ha avuto un intenso sviluppo demografico. Nel 1999 si pensava di staccare il concilio dal territorio federale per riunirlo allo stato del Niger, ma il progetto fu in seguito abbandonato.